# Masaharu Nakagawa (Politiker, 1947)

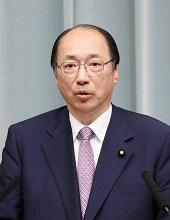
Masaharu Nakagawa (2017)

Masaharu Nakagawa (jap. 中川 雅治 Nakagawa Masaharu; * 22. Februar 1947 in der Präfektur Tokio) ist ein ehemaliger japanischer Politiker der Liberaldemokratischen Partei (zuletzt Abe-Faktion). Von 2004 bis 2022 war er Sangiinabgeordneter für die Präfektur Tokio, von 2017 bis 2018 Umweltminister.
Nakagawa, der Schwiegersohn von Hara Bunbē (LDP, Sangiinabgeordneter für Tokio und Umweltminister), wurde nach seinem Studium an der rechtswissenschaftlichen Fakultät der Universität Tokio Beamter im Finanzministerium. 2001 wechselte er ins Umweltministerium, wo er 2002 zum beamteten Staatssekretär (jimujikan) aufstieg.
Bei der Sangiin-Wahl 2004 trat Nakagawa als einziger LDP-Kandidat in der Präfektur Tokio (damals vier Mandate) an und wurde mit dem höchsten Stimmenanteil gewählt, 2010 wurde er als einer von zwei LDP-Kandidaten mit dem dritthöchsten Stimmenanteil für eine zweite Amtszeit wiedergewählt. Im Sangiin war er von 2008 bis 2009 Vorsitzender des Kultus- und Wissenschaftsausschusses, 2010 Vorsitzender des Sonderausschusses für Okinawa und die Nördlichen Territorien. In der Partei wurde er 2011 Vizevorsitzender des politischen Forschungsrates.
Nach der dritten Umbildung des dritten Kabinetts Shinzō Abe war Nakagawa Umweltminister und gleichzeitig Staatsminister für Atomkatastrophenschutz.
Zur Sangiin-Wahl 2022 zog sich Nakagawa aus der Politik zurück.